# Xanthia pallida
Xanthia pallida là một loài bướm đêm trong họ Noctuidae.